# 너에게 닿기를
《너에게 닿기를》(일본어: 君に届け 기미니 도도케[*])은 시이나 카루호의 일본의 순정 만화 작품이자, 이를 원작으로 하는 애니메이션 및 영화 작품이다.
너에게 닿기를 만화책은 총 30권으로 12년 대장정의 막을 내렸다. [별책 마가렛 2017년 12월호(11/13발매) 123화 (최종화) , 단행본 30권 (최종권; 2018년 3월 발매)]

## 개요
〈별책 마가렛〉(집영사)에서 2005년 9월호부터 2017년 12월호까지 연재했다. 2018년 3월 현재 단행본은 일본에서 30권, 대한민국에서는 29권까지 간행중이다. 타카라지마사의 〈이 만화가 대단해!〉 2008년판 여자편에서 1위를 했다. 제32회 코단샤 만화상 소녀 부문 수상작. 대한민국에서는 대원씨아이에서 정식 발매 중이다.
이후 게임화가 되었고, 2009년 10월 6일부터 2010년 3월 30일까지 NTV 계열 26개 지역 민방 네트워크를 통해서, 텔레비전 애니메이션을 방송되었고, 2011년 1월 4일부터 3월 29일까지 2기가 방영되었다. 2009년 3월호부터 작가가 출산을 위해 휴재했으나, 동년 10월호부터 연재를 재개했다. 대한민국에서 1기는 2010년 9월 27일부터 투니버스에서 방영을 하였고 2기는 2011년 9월 8일부터 방영하였다.

## 간략한 줄거리
무척이나 순수하고 다정하지만 음침한 외모때문에 아이들의 기피대상으로 낙인찍힌 여고생 쿠로누마 사와코. 소문은 겉잡을수없이 커져 귀신을 볼 수 있는 신기가 있다는 근거없는 루머까지 퍼지면서 공포영화 <링>에 등장하는 여자귀신 <사다코>라는 별명까지 얻게된다. 그러던 어느날 사와코는 지적인 미모, 모두에게 살가운 포용력과 사교성, 겉도는 아이를 그냥 못보는 오지랖까지 다 갖춘 남학생 카제하야 쇼타를 보게되고 자신과는 모든것이 정반대인 그에게서 동경심이 생겨나기 시작했다. 또, 자신을 아무런 편견없이 그저 평범한 여자아이로 대해주는 그를 보면서 동경은 사랑으로 변해가기 시작한다.
사랑과 우정, 풋풋한 청소년들의 성장기까지 담긴 학원청춘 성장물, 현재 카카오페이지에서도 발행하고 있음.

## 등장 인물
쿠로누마 사와코(일본어: 黒沼 爽子 쿠로누마 사와코[*])
성우 - 노토 마미코 / 이소은 배우 - 다베 미카코
16세 혈액형은 O형 12월 31일 태생 158cm, 44kg 좌우명은〈일일 일선(一日一善)〉애칭: 사다코, 사와코, 쿠로누마
누구보다도 밝고 순수한 소녀지만 음침한 외모때문에 친구를 사귀기는커녕 이상한 소문만 퍼지며 이름조차도 공포영화에 나오는 여자귀신 이름으로 잘못 알려지기까지 하며 기피대상으로 찍힌다. 아이들이랑 잘 어울리고 여자들에게 고백도 많이 받아본 같은반 인기남 카제하야 쇼타를 보면서 자신과는 모든것이 정반대인 그에 대한 동경심이 생겨났고 동경은 곧 사랑으로 변하게 된다. 하지만 워낙 소심하고 부끄럼많은 탓에 고백도 못하고 짝사랑만 계속하다 주위사람들의 도움으로 점차 용기를 내어 그에게 다가가기 시작했고 마침내 2학년 축제가 끝날무렵, 그와 연애를 하게 되었다. 또한 연애를 시작하고 나서는 행동과 생각도 짝사랑 시절의 답답함을 벗어나 적극적이고 당당하게 바꿔나갔다.
카제하야 쇼타(일본어: 風早 翔太 가제하야 쇼타[*])
성우 - 나미카와 다이스케 / 정재헌 배우 - 미우라 하루마
O형 5월 15일 태생 175cm, 71kg 좌우명은〈진실 일직선(真実一路)〉애칭: 카제하야
사와코와 같은반 남학생. 10대 남학생답지 않게 자상함, 매너, 외모, 사교성, 겉도는 사람을 그냥못보는 오지랖까지 모든걸 다 갖춘 사람. 덕분에 남녀불문하고 모두에게 인기가 좋으며 여자들에게 고백도 많이 받아왔다. 고등학교 입학식날, 자신에게 길을 안내해주는 사와코의 미소를 보고는 그녀에게 첫눈에 반해 남몰래 짝사랑하기 시작했지만 거짓말을 못하는 성격이라 친구들한테 들키고 만다. 하지만 사와코를 짝사랑한다는걸 자각했음에도 불구하고 고백을 하기는커녕 여전히 이전처럼 친구로만 대하는 모습을 보여주며 답답함을 안겼지만 같은반 남학생 미우라 켄토가 사와코에게 관심을 보이자 초조해지기 시작했고 우역곡절끝에 연애를 하게 된다. 연애를 하고 나서는 항상 성인 '쿠로누마'로만 부르던 호칭도 이름인 '사와코'로 바꾼다.
요시다 치즈루(일본어: 吉田 千鶴 요시다 지즈루[*])
성우 - 산페이 유코 / 조현정 배우 - 렌부츠 미사코
좌우명은〈복팔문목(腹八分目)〉애칭: 치즈
사와코와 야노의 절친. 외모며 하는 행동까지 남자처럼 털털하고 거침없는 편이지만 보기와는 다르게 심성이 여려 틈만나면 눈물을 쏟아내는 울보다. 같은반 남학생인 류와는 어릴때부터 알고지낸 소꿉친구 사이. 하지만 류와는 형제같은 우정을 나누고 있는 절친한 친구라고만 생각하고 있고 가슴속에 품어둔 짝사랑 상대는 따로 있었으니 바로 류의 8살 난 형 토오루. 어린시절, 류와 놀다가 류에게 꿀밤을 맞고 토라져서 눈물을 쏟아내던중 자상하게 자신을 달래주는 토오루를 보고 첫눈에 반해 날마다 토오루를 쫓아다니지만 자신을 동생 이상으로는 봐주지 않는 그가 야속하기만 해서 반드시 그에게 걸맞는 멋진 여자로 거듭나기로 한다. 그러던 어느날, 토오루가 결혼할 여자를 데려온것을 보고 엄청난 충격을 받았지만 주위친구들과 류의 도움으로 깔끔하게 그를 포기했지만 생각치도 못한 류의 고백을 듣고나선 학교까지 결석할정도로 심란해하다 결국에는 받아들인다.
야노 아야네(일본어: 矢野 あやね)
성우 - 사와시로 미유키 / 정유미 배우 - 나츠나
좌우명은〈미목수려(眉目秀麗)〉애칭: 야노, 야노찡
사와코의 치즈의 친구. 사와코와 친구가 되기전에는 치즈와 그림자처럼 붙어다니는 사이였고 서로에 대해선 모르는게 없을 정도로 허물없는 사이다. 모태솔로라고 봐도 될 정도로 연애경험이 없는 다른 인물들과는 달리 고등학생 신분으로 대학생 남자친구를 사귈정도로 연애경험이 풍부하며 감정변화에 민감해서 친구들 심경을 누구보다도 먼저 알아챈다. 하지만 사귀던 대학생 남자친구는 지나치게 간섭하는 성격때문에 차버렸고 이후 담임교사 블랙과 애정전선이 흐르게 된다. 블랙과 엮이는 장면이 자주 나오게 되면서 결국 발렌타인데이때 블랙에게 당당하게 고백을 하지만 블랙의 시선에서 야노는 이성으로 보기에는 너무 어렸고 또 자신이 관리하는 학생이었던지라 두사람은 이어지지 않는다.
사나다 류(일본어: 真田 龍)
성우 - 나카무라 유이치 / 이호산(김민욱) 배우 - 아오야마 하루
좌우명은〈불언실행(不言実行)〉애칭: 류
B형 12월 2일 태생
카제하야의 단짝. 고교 야구부 4번 타자이며 포지션은 투수. 모두에게 인기가 좋은 카제하야와는 달리 무뚝뚝하고 과묵한 이미지라 묻는말에도 짤막하게만 대답한다. 치즈와는 어릴때부터 집안끼리 알고지낸 소꿉친구 사이. 폭설로 모친을 잃고 힘들어하는 자신을 위로해주기 위해 모친이 만들었던 삼각김밥을 어눌하게나마 만들어 가져다주는 그녀에게 첫눈에 반해 짝사랑하게 된다. 그래서 치즈가 짝사랑하는 형 토오루한테 결혼할 여자가 생겼다는 소식을 들었을때도 이를 알게 될 치즈가 받을 상처부터 걱정하는가 하면 이를 알게 된 치즈가 애써 담담한척 슬픈기색을 감추자 마음껏 슬퍼하라며 일부러 모진말을 하는등 그녀를 최우선으로 생각하고 있다. 이후 치즈가 토오루를 완전히 포기했을 때 당당하게 고백을 했고 우역곡절끝에 이어지게 된다.
쿠루미자와 우메(일본어: 胡桃沢 梅 구루미자와 우메[*])
성우 - 히라노 아야 / 여민정 배우 - 키리타니 미레이
좌우명은〈용의주도(用意周到)〉애칭: 쿠루미, 쿠루미자와
AB형 9월 12일 태생.
카제하야처럼 다 갖춘 여학생, 하지만 유일한 콤플렉스가 있었으니 바로 매실을 뜻하는 촌스러운 이름 우메(梅). 그래서 친구들에게도 이름 대신 쿠루미라는 애칭으로 부르게 하고있다. 중학교 시절, 따돌림때문에 힘들어하던 자신을 위로해주는 카제하야에게 첫눈에 반했고 이후 그를 자신의 남자로 만들기 위해 카제하야를 이성으로써 가까이 대했던 치즈를 이용해 그에게 치근거리는 여자애들을 모조리 떼어내버리는데 성공했다. 이후 어느정도 안심하고 있었지만 그가 사와코와 가까워지는걸 보고는 이를 막기위해 사와코가 남몰래 야노와 치즈를 험담하고 있다는 소문을 퍼뜨리는가 하면, 사와코에게 카제하야가 너한테 잘해주는 건 그가 심성이 착해서일뿐 너에게 감정이 있어서 그런게 아니라며 돌려 말한다던가 사와코와 류를 이어주려 하는등 갖은 방법을 총동원한다. 하지만 세 작전 모두 실패로 돌아가고 야노와 치즈에게 소문사건이 덜미가 잡힌뒤로는 분량이 공기화됐다.
아라이 카즈이치(일본어: 荒井 一市 아라이 가즈이치[*])
성우 - 오노 유키 / 최재호 배우 - 이우라 아라타
좌우명은〈유아독존(唯我独尊)〉애칭은 블랙(국내판 한정), 핀
사와코네 반 부담임. 과목은 체육이자 야구부 감독. 처음 등장했을 때는 잠시 학교를 결근하게 된 담임의 빈자리를 메꾸기 위한 임시담임이었지만 담임이 교직을 떠나고 나서는 정담임이 된다. 아이들 사이에서 만들어진 별명은 블랙. 카제하야의 아버지가 감독으로 있는 리틀야구단 출신인데다 류네 아버지가 하는 라면가게 단골손님이라서 카제하야와 류하고는 꼬맹이시절부터 알고지낸 절친한 형동생 지간. 하지만 두사람은 학교에서나 밖에서나 일관되게 선생님으로 대한다. 평소 말도 많고 착각이 심한데다 남의 의견에 전혀 귀를 기울이지 않는다. 더군다나 교사치고는 지나치게 자유분방한 성격과 어린아이와 비슷한 수준의 사고방식탓에 아이들 사이에선 선생님이라기보다는 그냥 푼수끼 넘치는 동네 형이나 오빠 이미지가 가득하지만 아이들을 강압적으로 통제하려는 여느 교사들과는 달리 아이들과 같은 시선에서 생각해주고 충고를 해줄때는 핵심만 집어주는 올바른 조언을 해준다. 게다가 아이들의 진학상담을 할때는 그간의 푼수끼 이미지는 온데간데없이 교사로써 진지한 충고를 해주기도 했다. 그래서 독자들 사이에서는 인성면에서는 굉장히 훌륭하다는 평가를 받고있다.
사나다 토오루(일본어: 真田 徹 사나다 도루[*])
성우 - 하타노 와타루 / 이주창
류의 8살 터울의 친형....이자 치즈의 짝사랑 상대. 가족과는 따로 떨어져 삿포로 지방에서 살고있다. 키타야마 하루키라는 결혼할 여자를 대동하고 집에 돌아오며 처음 등장했고 이를 본 치즈는 누구보다도 심란해진다. 여자를 소개시켜준후 동생과 단둘이 있을 때 아무에게도 말하지 않은 진심을 전하는데....
실은 토오루도 치즈를 짝사랑하고 있었다. 하지만 나이차이도 많이 나는 자신보다는 마찬가지로 그녀를 짝사랑하고있는 같은 나이대인 동생이 더 잘 어울린다고 생각해서 과감하게 그녀를 포기하고 다른 여자와 결혼한것.
B형 7월 25일 태생
미우라 켄토(일본어: 三浦 健人 미우라 겐토[*])
성우 - 미야노 마모루 / 최지훈
좌우명은 - <박애정신()> 애칭은〈켄토〉〈사부〉
사와코 반의 클래스메이트. 취미는 여자가 행복하도록 돕는 일이라고는 하지만... 사와코와 카제하야가 이어지는 데에 자신도 모르게 방해를 했다.
쿠루미에게 욕을 먹고 뺨을 맞았던 일이 있었다. 그 뒤로는 사와코와 카제하야 사이에 대한 일은 그렇게 신경을 쓰지 않는다.
엔도 토모미(일본어: 遠藤 朋実 엔도 도모미[*])
성우 - 미야가와 미호 / 박신희
사와코의 클래스메이트로 에리코와 친하다.
처음에는 사와코를 무서워했지만 점차 오해가 풀려 친한 친구 사이가 된다.
히라노 에리코(일본어: 平野 依里子)
성우 - 마키구치 마유키 / 안영미
사와코의 클래스메이트로 토모미와 친하다.
토모미와 마찬가지로 처음에는 사와코를 무서워했지만 점차 오해가 풀려 친한 친구 사이가 된다.
아라이 요시유키(일본어: 荒井 善行)
성우 - 스즈키 타쿠마 / 선호제
키타호로 고등학교의 교사 애칭은 '젠'. 아리이 카즈이치와는 동기로 1학기 중간까지 사와코의 학급 담임이었지만 아내의 친정 양조장을 물려받기 위해서 이직. 아직 사와코를 두려워하고 있다.
죠노우치 소이치(일본어: 城ノ内 宗一 조노우치 소이치[*])
성우 - 야마나카 마사히로 / 홍범기
사와코의 같은 반 친구. 애칭은 '죠'. 분위기 파악못하는 경박한 사람으로 분위기에 휩쓸리기 쉬운 성격. 교실에서는 자주 카제하야나 류의 행동을 함께한다.

## 발매 정보
- 집영사

1. 2006년 5월 25일 발매 ISBN 978-4-08-846061-1
2. 2006년 9월 25일 발매 ISBN 978-4-08-846094-9
3. 2007년 1월 25일 발매 ISBN 978-4-08-846134-2
4. 2007년 5월 25일 발매 ISBN 978-4-08-846174-8
5. 2007년 11월 22일 발매 ISBN 978-4-08-846237-0
6. 2008년 3월 25일 발매 ISBN 978-4-08-846278-3
7. 2008년 7월 25일 발매 ISBN 978-4-08-846313-1
8. 2008년 11월 25일 발매 ISBN 978-4-08-846356-8
9. 2009년 9월 11일 발매 ISBN 978-4-08-846440-4
10. 2010년 1월 1일 발매 ISBN 978-4-08-846481-7
11. 2010년 6월 1일 발매 ISBN 978-4-08-846539-5
12. 2010년 9월 24일 발매 ISBN 978-4-08-846568-5
13. 2011년 3월 11일 발매 ISBN 978-4-08-846635-4
14. 2011년 9월 13일 발매 ISBN 978-4-08-846695-8
15. 2012년 1월 25일 발매 ISBN 978-4-08-846738-2

- 대원씨아이

1. 2007년 8월 7일 발매 ISBN 978-89-252-4031-2
2. 2007년 9월 7일 발매 ISBN 978-89-252-1710-9
3. 2007년 10월 16일 발매 ISBN 978-89-252-1895-3
4. 2007년 11월 20일 발매 ISBN 978-89-252-2009-3
5. 2008년 2월 27일 발매 ISBN 978-89-252-2311-7
  - 한정판 2008년 2월 27일 발매 ISBN 978-89-252-2485-5
6. 2008년 6월 27일 발매 ISBN 978-89-252-2981-2
7. 2008년 11월 13일 발매 ISBN 978-89-252-3637-7
8. 2009년 4월 24일 발매 ISBN 978-89-252-4369-6
9. 2009년 12월 17일 발매 ISBN 978-89-252-5416-6
10. 2010년 5월 20일 발매 ISBN 978-89-252-6154-6
11. 2010년 11월 15일 발매 ISBN 978-89-252-7018-0
12. 2011년 5월 15일 발매 ISBN 978-89-252-7675-5
13. 2011년 8월 15일 발매 ISBN 978-89-252-8053-0
14. 2012년 1월 15일 발매 ISBN 978-89-252-8996-0

## TV 애니메이션
1기는 일본에서 2009년 10월 6일부터 2010년 3월 30일까지 니혼TV를 비롯한, 요미우리TV(긴키 광역권), 주쿄TV(주쿄 광역권), 후쿠오카 방송 등 26개 지역 민방 네트워크에서 일제히 송출되었으며, 대한민국에서는 투니버스에서 2010년 9월 27일부터 방송을 개시하였다.
2기는 일본에서 2011년 1월 4일부터 2011년 3월 29일까지 니혼TV를 비롯한, 요미우리TV(긴키 광역권), 주쿄TV(주쿄 광역권), 후쿠오카 방송 등 26개 지역 민방 네트워크에서 일제히 송출되었으며, 대한민국에서는 투니버스에서 2011년 9월 8일부터 방송을 개시하였다.
또 투니버스에서 더빙할 당시, 언어를 제외한 모든 설정을 원판 그대로 가져오는 파격적인 선택을 했고 더빙 성우들도 캐릭터와 걸맞는 안정된 연기를 선보이며 대호평을 받았다.
3기는 일본에서 2024년부터 넷플릭스에서 방영될 예정이다.

### 스탭
- 원작: 시이나 카루호
- 감독: 카부라키 히로
- 조감독: 나가누마 노리히로
- 시리즈 구성: 콘파루 토모코
- 캐릭터 디자인: 시바타 유카
- 소품설정: 사토 히토미
- 색채설계: 히로세 이즈미
- 미술감독: 타케다 유스케
- 촬영감독: 타나카 코지
- 음향감독: 야마다 치아키
- 애니메이션 제작: 프로덕션 I.G

### 국내 스탭
- 1기
- 기획: 장진원
- 책임프로듀서: 신동식
- 편성기획: 이명희, 이민순, 강유미, 김민지, 오현주, 조승희
- 행정: 문명미, 안정란
- 콘텐츠기획: 한지수, 석종서, 김주수
- 콘텐츠사업: 황진용, 박기원, 백승진, 윤여민, 오지미, 김효은, 서주열, 김아람, 이규진
- 미디어마케팅: 김지윤, 김승환, 백현정, 이종혁, 신경숙, 지혜천, 홍지예, 최성원, 박재령, 김보람, 배성균
- 콘텐츠구매: 김대창, 정혜인, 이은선, 김택상
- 화면수정: 서선지, 김지예, 조아라, 도여진, 정선화
- 종합편집: 이지혜
- 녹음: 서문성
- 번역: 윤경아
- 연출: 최우석
- 우리말제작: 투니버스

- 2기
- 구매: 황진용, 이은선, 김택상
- NLE: 서선지, 도여진, 정선화
- 종합편집: 이지혜
- 녹음: 이창휘
- 번역: 윤경아
- 연출: 최우석
- 기획: 투니버스

### 주제가
- 1기
오프닝 테마
君に屆け〈너에게 닿기를〉<2009년 11월 25일 발매>
노래 - 타니자와 토모후미 (VAP) / 10cm
엔딩테마
片思い〈짝사랑〉<2009년 11월 18일 발매>
노래 - CHARA (유니버설 시그마) / 오지은
- 2기
오프닝 테마
爽風 <상쾌한 바람>
노래 - 타니자와 토모후미 (VAP) / 루빈
엔딩테마
君に届け... <너에게 닿기를>
노래 - MAY'S / 김현아(랄라스윗)

### 방영 목록
| 화수       | 부제 (서브 타이틀) | 풀이        | 각본          | 그림 콘티         | 연출                            | 작화감독                          |
| ---------- | ------------------ | ----------- | ------------- | ----------------- | ------------------------------- | --------------------------------- |
| episode.1  | プロローグ         | 프롤로그    | 콘바루 토모코 | 카부라키 히로     | 카부라키 히로                   | 시바타 유카                       |
| episode.2  | 席替え             | 자리 바꾸기 | 이케다 마미코 | 나가누마 노리히로 | 나가누마 노리히로               | 사토 히토미                       |
| episode.3  | 放課後             | 방과후      | 콘바루 토모코 | 雲井一夢          | 소토메 코이치로                 | 요시다 사키코                     |
| episode.4  | 噂                 | 소문        | 콘바루 토모코 | 카부라키 히로     | 야노 유이치로                   | 스에나가 코이치                   |
| episode.5  | 決意               | 결의        | 콘바루 토모코 | 나카무라 아키코   | 나카무라 아키코                 | 西位輝実                          |
| episode.6  | 友達               | 친구        | 콘바루 토모코 | 후루하시 카즈히로 | 出合小都美                      | 이가와 레나                       |
| episode.7  | 土曜の夜           | 토요일 밤   | 이케다 마미코 | 사토 유스케       | 타카야나기 요시유키             | 하세가와 히토미                   |
| episode.8  | 自主練             | 연습        | 콘바루 토모코 | 야하기 토시유키   | 에자키 신페이                   | 야하기 토시유키                   |
| episode.9  | 新しい友達         | 새로운 친구 | 콘바루 토모코 | 소토메 코이치로   | 소토메 코이치로                 | 스에나가 코이치                   |
| episode.10 | 協力               | 협력        | 이케다 마미코 | 야노 유이치로     | 야노 유이치로                   | 스에나가 코이치                   |
| episode.11 | とくべつ?          | 특별?       | 콘바루 토모코 | 타가시라 시노부   | 하기와라 히노미츠               | 하기와라 히노미츠 이시카와 마리코 |
| episode.12 | 恋愛感情           | 연애감정    | 콘바루 토모코 | 엔야 타다요시     | 신게네 코이치                   | 사토 히토미                       |
| episode.23 | ふたり             | 둘          | 콘바루 토모코 | 야노 유이치로     | 야노 유이치로                   | 스에나가 코이치로                 |
| episode.24 | 誕生日             | 생일        | 콘바루 토모코 | 나카무라 아키코   | 에자키 신페이 나가누마 노리히로 | 엔야 타다요시 아사노 쿄지         |
| episode.25 | 新年               | 신년        | 콘바루 토모코 | 스즈키 히로       | 스즈키 히로                     | 시바타 유카                       |

- episode.16 밤이야기의 경우 도라에몽에서 방영을 하지 않았다.

## 영화
《너에게 닿기를》(일본어: 君に届け 기미니 도도케[*])은 2010년 9월 25일에 개봉된 일본 영화이다. 감독은 쿠마자와 나오토으로, 《밤의 피크닉》의 다베 미카코와 《연공》의 미우라 하루마가 주연을 맡았다.

### 출연진
- 쿠로누마 사와코 - 다베 미카코
- 카제하야 쇼타 - 미우라 하루마
- 요시다 치즈루 - 렌부츠 미사코
- 쿠루미자와 우메 - 키리타니 미레이
- 야노 아야네 - 나츠나
- 아라이 카즈이치 - 아라타

### 주제가
- 플럼풀 〈기미니 도도케〉 (일본어: 君に届け)